# Physocyclus validus
Physocyclus validus is een spinnensoort uit de familie trilspinnen (Pholcidae). De soort komt voor in Mexico.